# Colletes omanus
Colletes omanus är en biart som beskrevs av Kuhlmann 2003. Colletes omanus ingår i släktet sidenbin, och familjen korttungebin. Inga underarter finns listade i Catalogue of Life.